# 勇山县
勇山县，中國古县名。
南朝梁置，屬於西徐州蒙郡，治所在今安徽蒙城县境（一說即今天的龍山鎮）。後改屬於北魏、東魏等，至北齐時废縣。 